# Rarotonga
Rarotonga je největší a nejlidnatější z Cookových ostrovů. Jedná se o sopečný ostrov o rozloze 67,39 km², na kterém žije téměř 75 % obyvatelstva celého státu – konkrétně 10 898 obyvatel z celkových 15 040 (2021). Na Rarotonze se nachází budovy parlamentu Cookových ostrovů a také mezinárodní letiště. 
Ostrov je významnou turistickou destinací s řadou letovisek, hotelů a motelů. Hlavním městem je Avarua, ležící na severním pobřeží, která zároveň slouží jako hlavní město celých Cookových ostrovů.
Za prvního evropského objevitele Rarotongy je považován kapitán John Dibbs, velitel koloniální brigy Endeavour, který ostrov zpozoroval 25. července 1823 během přepravy misionáře reverenda Johna Williamse.